# Olympique lillois (hockey sur gazon)
La section hockey sur gazon de l'Olympique lillois (dont le diminutif est OL) est un club de hockey sur gazon français créé en 1910 à Lille. Cette création fait suite à la disparition de la section hockey de l'Iris Club lillois lors de sa fusion avec l'OL en 1907
L'OL remporte trois championnats de France masculin dans les années 1920.
Voulant ne plus être dépendant de l'OL et souhaitant d'avoir leur propre club, les joueurs créent en 1924 le Lille Hockey Club. La section hockey sur gazon de l'OL disparaît ainsi.

## Histoire
Lors de l'absorption du club omnisports l'Iris Club lillois par l'Olympique lillois en 1907, la section Hockey de l'iris est dissoute. Elle réapparaît trois ans plus tard à la fois en section féminine et masculine. Seule équipe de la région jusqu'à la création de la Ligue du Nord en 1920, elle prend alors son essor et remporte trois championnat de France en 1921, 1923 et 1924.
En 1924, les joueurs et leur entraineur regrettant que les principaux efforts du club aillent à la section football, prennent leur indépendance pour créer le Lille Hockey Club jouant à Lambersart sur un terrain loué à un agriculteur. La section hockey sur gazon de l'OL disparaît donc de facto.

## Palmarès
L'Olympique lillois trois titres de champion de France masculin en 1921, 1923 et 1924.